# Louis Tirman
Pour les articles homonymes, voir Tirman.
Louis Tirman, né à Mézières le 29 juillet 1837, et décédé le 2 août 1899 à la Ferté-Loupière, dans l'Yonne, fut le gouverneur général de l'Algérie qui resta le plus longtemps à son poste. 
Il joua un rôle déterminant dans les Ardennes, à la Préfecture, lors de la chute du second Empire et les débuts difficiles de la troisième République. Devenu ultérieurement gouverneur de l'Algérie, il fut un partisan convaincu du peuplement de l'Algérie par les colons.

## Les débuts dans l'administration départementale
C'est un fils de notables des Ardennes.
Étudiant en droit à la faculté de Paris, il se lie d'amitié avec Gambetta pendant ses études.
En 1863, année où il épouse une jeune femme belge, Marie Donckier de Donceel (1838-1917), il est nommé conseiller de préfecture. Il exerce son activité pendant six ans; Il est ensuite muté dans les mêmes fonctions à Melun.
Six mois plus tard, en 1870, il revient à Charleville-Mézières, avec l'expérience d'une autre préfecture et un grade plus élevé, puisqu'il est devenu Secrétaire Général de la Préfecture. Plutôt conservateur et initialement favorable à l'Empire, il devient de plus en plus sensible aux idées républicaines sous l'influence de son ami Gambetta.

## Son rôle dans les Ardennes au début de la troisième République
Au début de la guerre franco-prussienne de 1870, il est chargé, par le gouvernement de la Défense nationale de l’administration du département, après la mort du préfet Foy. Il réussit à assurer l'intérim et s'emploie également à organiser des compagnies de francs-tireurs, bien que le département, envahi dès le 1er août, soit presque entièrement occupé par l’ennemi.
Ces troupes improvisées opposent ponctuellement une résistance aux troupes allemandes. Après le bombardement et la capitulation de Mézières, les Allemands recherchent activement les organisateurs de ces actions de résistance. Mais Tirman leur échappe en gagnant, par la Belgique, Givet, le dernier point du département resté français. Il y demeure jusqu’à l’armistice. Le gouvernement, voulant régulariser la situation administrative, nomme Eugène Dauzon préfet des Ardennes.
Après l’élection de l’Assemblée nationale, l'armistice et la fin du conflit franco-allemand, Eugène Dauzon démissionne. Thiers nomme pleinement Louis Tirman sur cette fonction de préfet des Ardennes. En octobre 1871, le président du conseil général devient le général Chanzy, et une amitié se crée également entre les deux hommes.
Pendant près de trois ans, Louis Tirman doit défendre ses administrés contre les exigences des ennemis, tout en animant l'administration départementale : lutte contre la peste bovine, remise en place de l'administration, etc. 
Fin juillet 1873, les occupants allemands se retirent conformément aux accords.
À la suite de la mise en minorité d'Adolphe Thiers et du début du ministère de Broglie, Louis Tirman est mis en disponibilité.
En mars 1876, Louis Tirman est nommé préfet du Puy-de-Dôme et il reste à Clermont-Ferrand jusqu’au 16 mai 1877. Il est alors révoqué par son ministre, à Paris, les conservateurs de l'Ordre moral étant revenus au pouvoir.
Puis il devient préfet des Bouches-du-Rhône en décembre 1877, et enfin conseiller d’État.

## Le gouverneur général de l'Algérie
En novembre 1881, il est sollicité par Léon Gambetta pour succéder comme gouverneur général de l'Algérie à Albert Grévy. 
Il occupe cette fonction pendant près de dix ans. 
À plusieurs reprises, il est appelé à prendre la parole devant les Chambres dans les discussions sur les questions algériennes. Pendant cette période, il travaille au renforcement de l'administration française sur ce territoire et à l'accomplissement d'une œuvre de colonisation : constitution de l'état civil des indigènes, création de nombreux centres de colonisation, percement de routes et de voies de chemin de fer, construction de maisons, d'écoles. 
Il résume la pensée qui lui sert de ligne directrice par cette formule : « La France n'a pas seulement des devoirs de justice mais des devoirs de protection et de généreuse sollicitude ». 
Le droit de décision lui échappe bien souvent. Il lui faut alors retourner à Paris pour persuader le gouvernement, vivant dans la fièvre des partis, sollicité par mille intérêts parfois contradictoires, de prêter un peu de son attention, de son crédit, de ses finances à ce territoire un peu plus lointain. Durant cette longue mission en Algérie, il crée un réseau d'influence dans la capitale susceptible de le soutenir dans son action et ses projets.
Guy de Maupassant écrit dans sa correspondance : « Nous avons dîné chez M. Tirman dont la cour et le palais m'ont fait songer à un roi d'Yvetot africain. II ne manquait aux invités, députés, magistrats, etc., que de chanter, au dessert, des chansons arabes ». 
En avril 1891, Louis Tirman est remplacé par Jules Cambon et rentre en France.

## Retour en France
Dès 1892, il est élu conseiller général du canton d'Attigny dans ce département des Ardennes dont il est originaire.

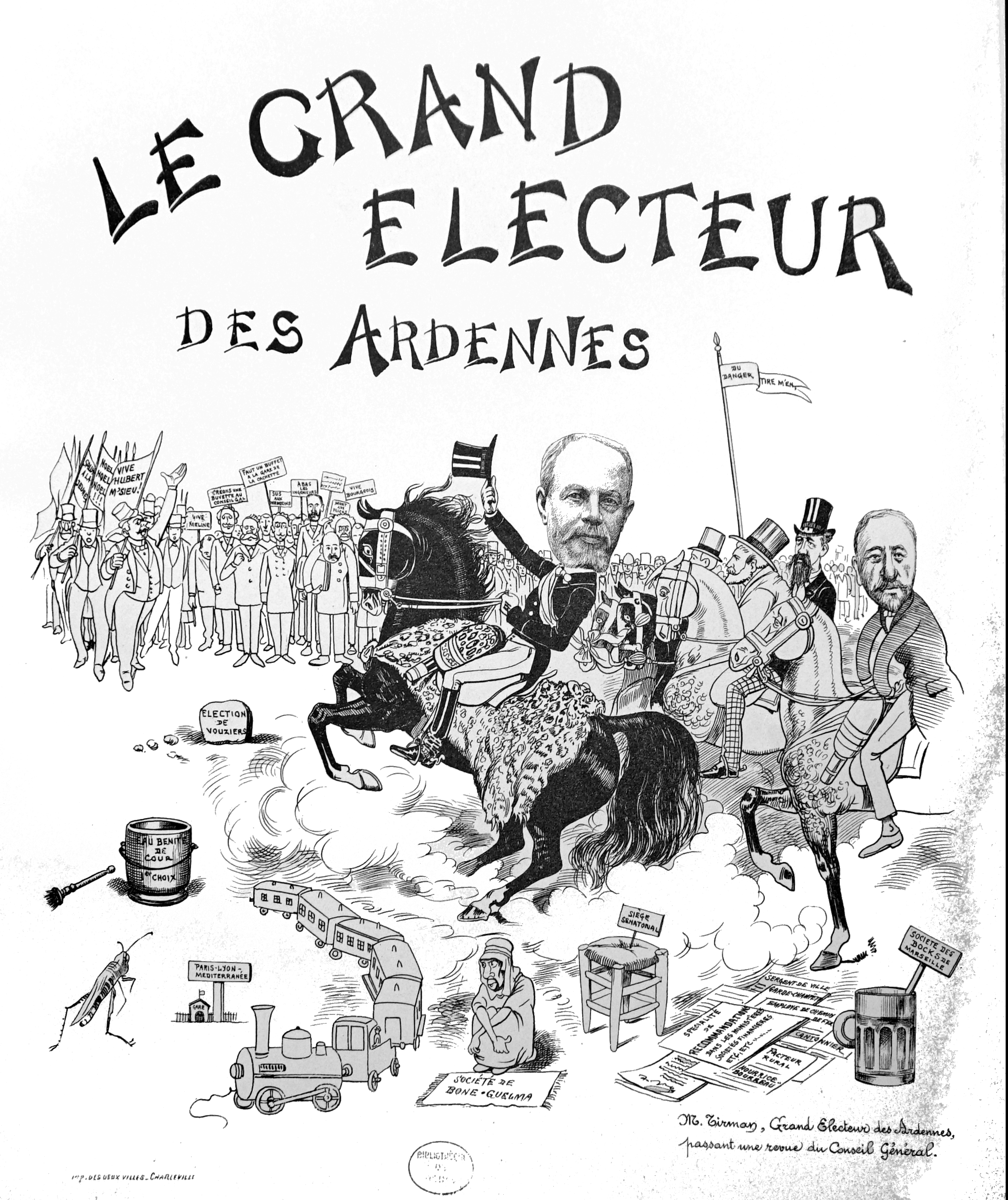
Satire dans la Vie ardennaise de son rôle dans le département, dessin de Tristan de Pyègne.

La même année, il est élu pour la première fois sénateur des Ardennes le 18 décembre 1892.
Inscrit au groupe de la gauche républicaine, il continue à s'intéresser à toutes les questions relatives à l'Algérie. Il crée notamment un groupe colonial, groupe de sénateurs attaché à la colonisation, faisant le lien avec celui existant à l'Assemblée nationale. Il intervient régulièrement sur ce sujet, et par exemple dans la discussion du rapport présenté par Combes, sur l'enseignement supérieur musulman, et dans le débat concernant la propriété foncière en Algérie.
Il décède en cours de mandat, au château des Taboureaux, près de la Ferté-Loupière (Yonne) le 2 août 1899. 
En 1896, il avait été nommé président du conseil d'administration de la Compagnie des chemins de fer de Paris à Lyon et à la Méditerranée (PLM), puis des Docks de Marseille. .
Officier de la Légion d'honneur le 29 décembre 1881, commandeur le 9 juillet 1883, grand officier le 20 juillet 1885, il fut fait grand-croix le 28 avril 1891.